# 13052 Las Casas
13052 Las Casas è un asteroide della fascia principale. Scoperto nel 1990, presenta un'orbita caratterizzata da un semiasse maggiore pari a 2,6483109 UA e da un'eccentricità di 0,0402379, inclinata di 4,13645° rispetto all'eclittica.